# Cojolites
Cojolites är en ort i Mexiko.   Den ligger i kommunen Acateno och delstaten Puebla, i den sydöstra delen av landet, 210 km öster om huvudstaden Mexico City. Cojolites ligger 314 meter över havet och antalet invånare är 184.
Terrängen runt Cojolites är kuperad västerut, men österut är den platt. Runt Cojolites är det tätbefolkat, med 308 invånare per kvadratkilometer. Närmaste större samhälle är Martínez de la Torre, 19,8 km öster om Cojolites. Omgivningarna runt Cojolites är en mosaik av jordbruksmark och naturlig växtlighet.